# Œuvre Sainte-Foy
L'Œuvre Sainte-Foy est une association d'aide aux détenus résistants des prisons franciliennes pendant la Seconde Guerre mondiale fondée en 1942. Au-delà de son engagement humanitaire, elle constitue un service social de la Résistance et forme un réseau de communication et de renseignement clandestin.

## Activité
Au printemps 1942, Yvonne Baratte et Marie-Hélène Lefaucheux fondent l'Œuvre Sainte-Foy pour aider les détenus résistants des prisons franciliennes de l'occupant allemand,,,,.
Cette œuvre de charité chrétienne vient répondre à la multiplication des arrestations et des internements par l'occupant allemand et à leur opacité volontaire empêchant toute communication et toute aide.
Le nom a été choisi ainsi car Sainte-Foy est la patronne des prisonniers.
Concrètement l'association confectionne et distribue des colis dans les prisons franciliennes tenues par les Allemands (Fresnes, la Santé, Romainville, Cherche-Midi),,,,,,,.
Les femmes en sont la cheville ouvrière.
D'abord localisée dans l'appartement du couple Lefaucheux situé au no 182 boulevard Saint-Germain dans le 6e arrondissement de Paris,, elle s'installe ensuite au no 60 rue des Saints-Pères dans le 7e arrondissement de Paris.

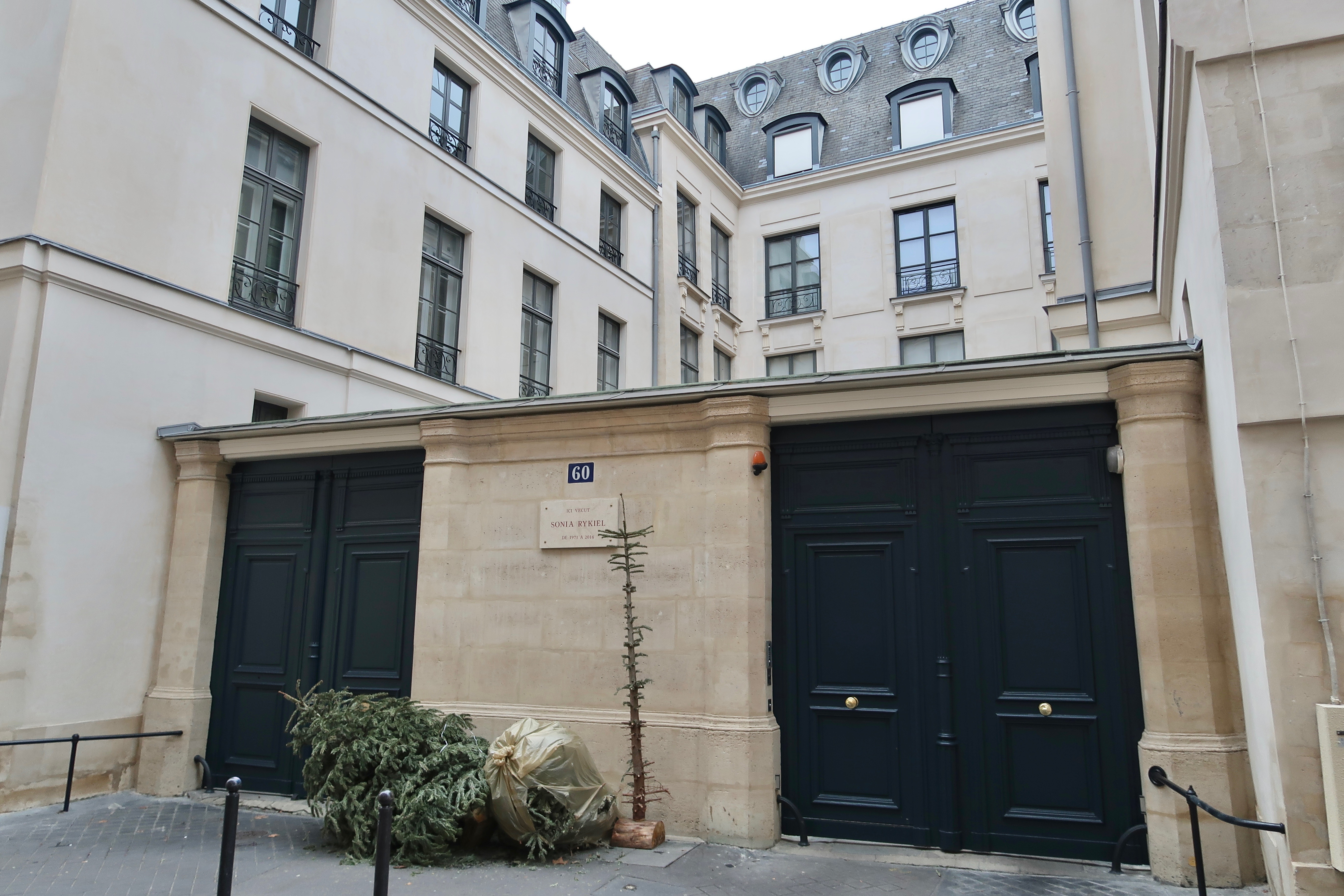
Facade du no 60 rue des Saints-Pères à Paris où étaient les locaux de l'Œuvre Sainte-Foy.

D'après les reçus de l'occupant allemand qui autorise ces distributions, l'association a distribué un total de 11 000 colis anonymes aux prisons franciliennes entre 1942 et 1944,, avec un pic de plus de 1 000 colis par mois durant l'année 1944,.

## Lien avec la Résistance
De multiples responsables et bénévoles de l'association sont également résistantes. C'est le cas des deux fondatrices, Marie-Hélène Lefaucheux (qui appartient au mouvement OCM) et Yvonne Baratte, et de bénévoles comme Marcelle Bidault et Marie Médard.
De par ses actions officielles, l'Œuvre Sainte-Foy établit un réseau de communication et de renseignement entre les détenus des prisons franciliennes et l'extérieur,,,.
Par ailleurs, l'association constitue un service social de la Résistance clandestine.
Ce système, en liaison avec le service social des MUR (Mouvements Unis de la Résistance) de la zone Sud, donne naissance en février 1944 au COSOR (Comité des œuvres Sociales de la Résistance),,.

## Arrestations
Durant l'été 1944, à l'approche de la libération de Paris, plusieurs de ses membres sont recherchés par l'occupant allemand pour leurs activités dans la Résistance.
Le 11 juillet 1944 la Gestapo de la rue de la Pompe dirigée par Friedrich Berger arrête Yvonne Baratte à son domicile. Torturée, puis internée à Fresnes et Romainville, elle meurt en déportation à Ravensbrück.
Le 13 juillet 1944 la Milice, sous la direction du commissaire de police Fourcade, tend un guet-apens dans les locaux de l’œuvre Sainte-Foy, rue des Saints-Pères, et y arrête 15 bénévoles, dont Marcelle Bidault et Irène Demarteau.
Les miliciens les emmènent dans leurs locaux situés rue de Monceau où elle sont torturées, puis internées à la prison de la petite Roquette, avant d'être libérées le 17 août 1944 au soir.
Marie-Hélène Lefaucheux parvient à échapper aux arrestations.